# Brettenham (Norfolk)
Brettenham – wieś w Anglii, w hrabstwie Norfolk, w dystrykcie Breckland. Leży 39 km na południowy zachód od Norwich i 121 km na północny wschód od Londynu.
W 2001 miejscowość liczyła 475 mieszkańców.